# Тканевая маска
Тканевая маска — маска или полумаска, штучное изделие из ткани. Применяется для предотвращения распространения аэрогенных инфекций. Тканевые маски также применяются в медицине, где они в основном вытеснены одноразовыми медицинскими масками (хотя и продолжают применяться в условиях ограниченных ресурсов) и для защиты лица и глаз от солнца и ветра. Не является средством индивидуальной защиты на территории ЕАЭС: к такой продукции относят только средства индивидуальной защиты органов дыхания фильтрующего типа, предназначенные для защиты от химических факторов. Ранее применялась как простейшее средство защиты органов дыхания при чрезвычайных ситуациях и в области гражданской обороны. В настоящее время в этой области применяются сертифицированные средства индивидуальной защиты.

## Конструкция
Тканевые маски изготавливаются из самых разных материалов: хлопка, ваты и марли (шёлка и муслина, простота масок позволяет их изготовление на дому, маски с периодическим обеззараживанием переиспользуются в течение длительного времени, иногда месяцами.
В США инструкции центров по контролю и профилактике заболеваний рекомендуют изготовлять тканевую маску из старых маек и футболок путём их сворачивания и закрепления на ушах резинками.
Главный санитарный врач России ввёл требования к изготовлению тканевых масок. Маски должны изготавливаться из 4-х прямоугольных слоёв марли. Они должны иметь достаточную площадь, чтобы полностью закрывать нос, рот, щёки и подбородок и закрепляться на затылке с помощью четырёх завязок.

## Стерилизация
Эффективность различных способов обеззараживания тканевых масок изучена мало. Применялись разные методы, многократное применение которых не разрушает ткань: автоклавирование, ультрафиолетовое и микроволновое облучение, химикаты (хлорная известь, изопропиловый спирт, перекись водорода, моющие средства), нагрев.
Согласно рекомендациям Роспотребнадзора для повторного использования маска должна стерилизоваться каждые несколько часов использования путём стирки с последующим проглаживанием утюгом с парогенератором. Главный санитарный врач России указывает, что стирка для стерилизации должна производиться на максимально возможной температуре для стиральной машины, а более эффективный способ — кипячение в течение 15 минут.

## Эффективность тканевых масок
Эффективность тканевых масок изучена мало. В целом, качество фильтрования зависит от нескольких параметров:
- близости нитей в ткани;
- количества слоёв ткани;
- типа ткани (например, марля с ватой или муслин лучше одной марли, материал для полотенец фильтрует хорошо);
- конструкции маски, которая должна плотно прилегать к лицу.

Тканевые маски хорошо фильтруют частицы диаметром более 4 микрометров (двухслойная марлевая маска задерживает 99,6 %), задерживают и многие частицы меньшего размера. Частицы размером менее одного микрона тканевые маски фильтруют плохо (от 2 до 38%).

### Предотвращение заражения
Исследование 1918 года обнаружило, что даже двухслойная марлевая маска резко сокращает вероятность заболевания медперсонала (дифтерией — с 23,5 % до 5,2 %; краснухой — с 8 % до нуля). Использование шестислойных масок в середине XX века сократило заболеваемость медперсонала туберкулёзом вдвое.
Исследование 2015 года показало, что двухслойные тканевые маски существенно уступают по эффективности трёхслойным одноразовым медицинским маскам. Ношение масок рекомендовано для заболевших, его эффект по предотвращению гриппоподобного заболевания при ношении людьми без симптомов спорен; рекомендации Всемирной организации здравоохранения о ношении масок бессимптомными людьми в регионах распространения COVID-19 основаны на предположении о возможном положительном эффекте от этой меры в отсутствие каких-либо данных. Свидетельства об эффективности масок для здоровых людей отсутствуют, по крайней мере в одном исследовании отмечается, что ношение масок было связано с более высоким уровнем заражения. Единственный на 2021 год широкомасштабный (более трёхсот тысяч человек) эксперимент по эффективности масок против COVID-19, проведённый в Бангладеш, показал эффективность хирургических масок в сокращении заболевания в популяции на уровне чуть менее 10 % (авторы считают, что их методика недооценивает истинный эффект), также показал малую или отсутствующую эффективность тканевых масок.
Некоторые авторы отмечают, что применение тканевых масок может создавать ложное чувство безопасности и приводить к более рискованному поведению и пренебрежению другими санитарными мерами.

## История
Одним из прототипов защитной тканевой маски является мухапатти — белая квадратная повязка, которой закрывают лицо индийские джайны-шветамбары. Однако основной целью использования этой повязки является не защита от инфекций, а соблюдение принципа ахимсы — ненасилия по отношению ко всему живому. Повязка помогает джайнам не проглатывать мелких насекомых во время дыхания и разговоров.
Врачи начали носить маски уже в Средневековье, но применение тканевых масок для защиты пациентов при хирургических вмешательствах относится к концу XIX века. В 1880-х годах новое поколение хирургов, к которым можно отнести тех, кто после того, как в 1867 году британский хирург Джозеф Листер предположил, что раневая инфекция вызывается микробами, разрабатывали стратегию асептики, направленную на предотвращение попадания микробов в раны. Руки, инструменты и даже дыхание медицинского персонала теперь были под подозрением. Глава хирургического отделения Университета Бреслау Йоханн Микулич-Радецкий (1850 – 1905) начал сотрудничать с местным бактериологом Карлом Флюгге (1847 – 1923), который экспериментально показал, что выдыхаемые рта капли несут культивируемые бактерии. После того, как Микулич узнал об этом открытии, он с 1897 года начал носить лицевую маску, которую описал как «кусок марли, привязанный двумя завязками к чепцу и проходящий по лицу, чтобы прикрыть нос, рот и бороду». В том же году парижский хирург Поль Берже (1845 – 1908) также начал носить маску в операционной. 22 февраля 1899 года Берже прочитал доклад «Об использовании маски во время операции» перед Хирургическим обществом Парижа. В 1905 году Элис Хэмильтон доказала присутствие стрептококков в каплях мокроты и предложила медицинским работникам использовать маски для предотвращения распространения стрептококковой инфекции в операционных. Инверсия использования масок с защиты пациента на защиту пользователя произошла во время вспышки «маньчжурской чумы» 1910 – 1911 годов, когда использование маски для прикрытия рта и носа получило распространение как средство индивидуальной защиты, введенное доктором У Ляньдэ (1879 – 1960), руководившим борьбой с эпидемией легочной чумы в Маньчжурии и Монголии. У Ляньдэ активно пропагандировал усовершенствованную им маску как «маску против чумы». У Ляньдэ был энергичным сторонником масок предназначенных для предотвращения заражений, но он был не единственным, кто разрабатывал такие технологии: так называемая «маска Мукдена» (Mukden mask) широко использовалась в контролируемых японцами районах Южной Маньчжурии, другой вариант был разработан французским врачом Шарлем Броке (1876 – 1964), имевшим большой опытом лечения чумы на юге Китая. Однако относительно простая маска У Ляньдэ, которая могла массово изготавливаться из недефицитных и дешевых материалов, стала прототипом масок, использовавшихся в дальнейшем. Опыт противоэпидемического использования масок возник во время эпидемии маньчжурской чумы в 1911 годов, и хотя эффективность использования масок по-прежнему ставилась под сомнение и вызывала споры среди специалистов, так, например, тщательно продуманные испытания «мукденских масок» для защиты от Serratia marcescens в бактериологической лаборатории Бюро науки в Маниле доказали их неэффективность , практика использования масок для защиты пользователя закрепилась как не требующая значительных ресурсов и формирующая у населения чувство опасности при инфекционных вспышках, поэтому во время пандемии гриппа 1918 – 1919 годов власти США предписали обязательное ношение масок сотрудниками полиции, медицинскими работниками, также такие требования были введены для жителей некоторых городов США (например, в Сан-Франциско). Хлопчатобумажные маски, состоящие из различных слоев, использовались медработниками и населением во время пандемии гриппа в Испании в 1918 году, однако число случаев гриппа продолжало расти, несмотря на широкое использование масок. Институт инфекционных заболеваний (The Memorial Institute for Infectious Diseases) в Чикаго первым рекомендовал использовать маски для защиты медицинских работников от респираторных инфекций и медицинский персонал больницы Дюран (Durand Hospital) с 1913 года начал использовать двухслойные марлевые маски, которые в 1919 году были заменены на трехслойные. Тканевые маски использовались для предотвращения заражением дифтерией и скарлатиной в армейских лагерях в 1918 году. Начиная с 60-х годов XX века использование тканевых масок стало сокращаться из-за ввода в медицинскую практику одноразовых масок из нетканых материалов.

## Маска в контексте культуры
Современные исследования обращают внимание на то, что массовое распространение тканевых масок актуализирует концепцию бесформенного Тенденция к стиранию или исчезновению черт лица может быть соотнесена с нарушением принципа артикуряции и ослаблением системы языка.